# Risön (Luleå)
Risön est une île de l’archipel de Luleå en Suède,,.

## Présentation
Risön compte quelques maisons sur la côte de l'île.
En raison de l'augmentation de sa superficie conséquente à l'élévation lente des terres due au rebond post-glaciaire, Risön sera rattachée à Björkön dans quelques siècles. Elle sera alors également rattachée au continent.